# Pietro Generali
Pour le compositeur italien, voir Pietro Generali (compositeur).
Pietro Generali, né le 19 octobre 1958 à Bologne, en Italie, est un ancien joueur italien de basket-ball, évoluant au poste de pivot.

## Biographie

### Palmarès
- Finaliste des Jeux olympiques 1980
- Champion d'Italie 1976, 1979, 1980 (Virtus Bologne), 1992 (Trévise)
- Vainqueur de la coupe d'Italie 1988 (Caserte)